# Epipocus longicornis
Epipocus longicornis är en skalbaggsart som beskrevs av Gerstaecker 1858. Epipocus longicornis ingår i släktet Epipocus och familjen svampbaggar. Inga underarter finns listade i Catalogue of Life.